# Jack Dann

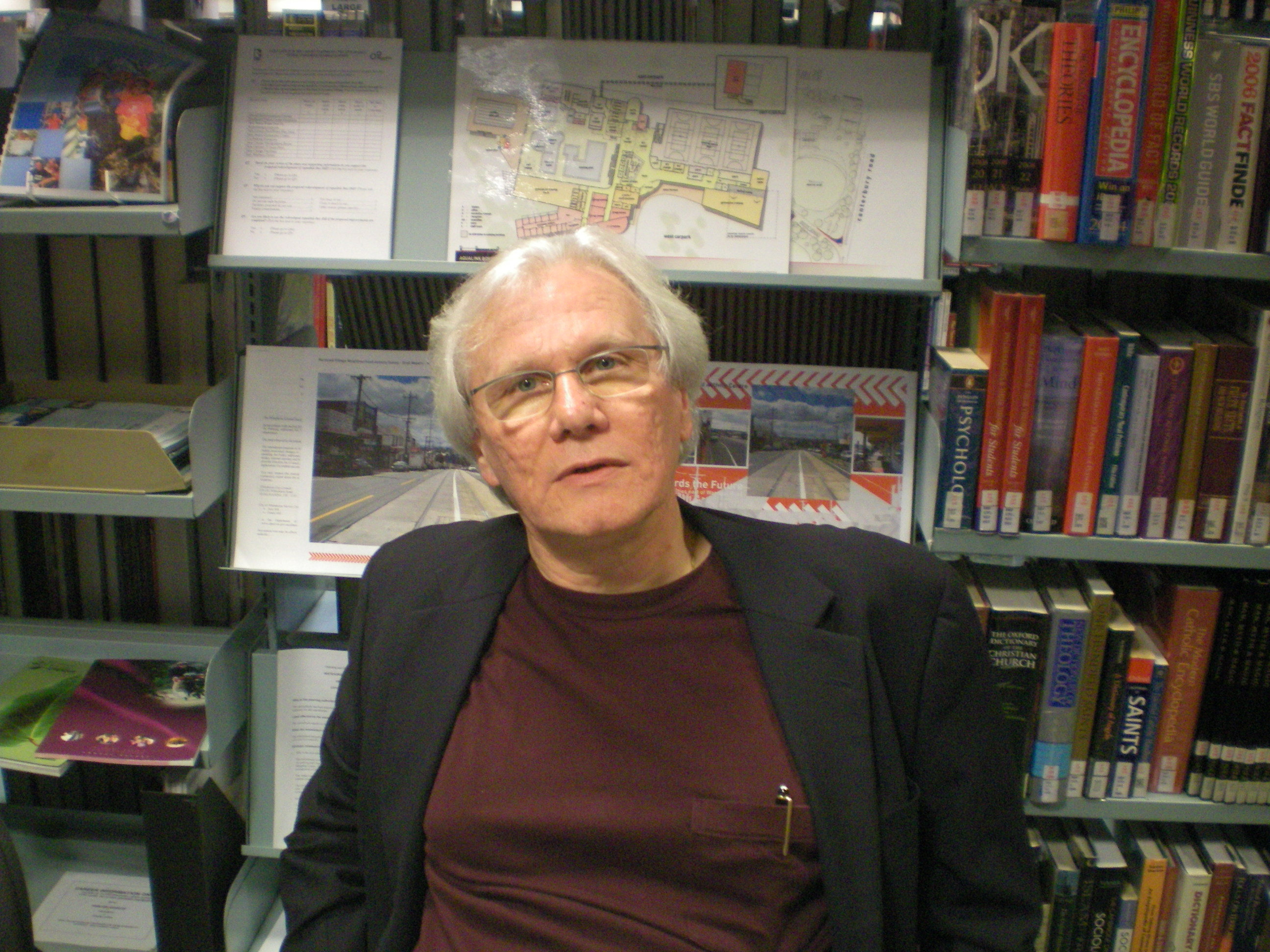
Jack Dann

Jack Mayo Dann (* 15. Februar 1945 in Johnson City, New York) ist ein in Australien lebender US-amerikanischer Science-Fiction-Autor und Herausgeber zahlreicher Anthologien. Er veröffentlichte über zehn Romane und zahlreiche Kurzgeschichten, Essays und Gedichte. Seine Werke wurden bisher in 13 Sprachen übersetzt und mehrfach ausgezeichnet.

## Leben
Jack Danns Vater war der Anwalt und Richter Murray I. Dann, seine Mutter Edith, geborene Nash.
Dann selbst beschrieb sich als „schwieriges Kind in einer sehr kleinen Stadt“. Als Heranwachsender war er Mitglied einer örtlichen Jugendbande. Als bei einem Vorfall mit Abbrennen von Feuerwerk Menschen verletzt wurden, wurde er vor die Wahl zwischen Militärakademie und Besserungsanstalt gestellt. Er entschied sich für das Militär und blieb dort zwei Jahre.
Im Anschluss begann er ein Theaterstudium in New York City. Während des Studiums erkrankte er 1965 an einer Bauchfellentzündung als Folge einer schlecht durchgeführten Blinddarmoperation. Er überlebte und verbrachte vier Monate Rekonvaleszenz auf einer Krankenstation, auf der sich mehrere Mafiosi von einer Schießerei erholten.
Nach seiner Genesung zog er nach Binghamton, New York, setzte sein Studium fort und schloss 1968 mit dem Bachelor in Sozial- und Politikwissenschaften ab. Die meiste Zeit der nächsten 30 Jahre lebte er in Binghamton, immer wieder unterbrochen durch Auslandsaufenthalte, der längste drei Jahre in Malaysia.
Ersten Kontakt mit Science Fiction hatte er bereits in früher Jugend durch die Bibliothek seines Vaters. In den späten 1960ern lernte er eine Anzahl namhafter Science-Fiction- und Fantasy-Schriftsteller kennen, unter anderem George Zebrowski, Pamela Sargent, Gardner Dozois, Jack C. Haldeman II und Joe Haldeman. Zebrowski und Sargent hatten gemeinsam mit Jack Dann an der Binghamton University studiert. Kurze Zeit später kam es zu ersten gemeinsamen Arbeiten mit Zebrowski, von denen 1970 die beiden Kurzgeschichten Dark, Dark the Dead Star und Traps im Magazin Worlds of If erschienenen. Zebrowski war es auch, der ihn in die Welt der Science-Fiction-Conventions und Fantreffen einführte. Dann ist seitdem ein fester Teil des SF-Fandom und dort auch sehr engagiert.
1974 veröffentlichte er seine erste Anthologie Wandering Stars, 1977 folgte sein erster Roman Starhiker. Er hatte zuvor eine Zeit lang als Reisevertreter arbeiten müssen, da ein Verlag zunächst Interesse am Exposé des Romans bekundet, er daraufhin den Roman geschrieben und derweil Schulden gemacht hatte und als der Verlag den Roman dann doch nicht kaufte, Dann sich in finanziellen Schwierigkeiten befand.
1994 zog Dann nach Melbourne und dort mit Janeen Webb zusammen, einer Science-Fiction-Schriftstellerin und -Kritikerin, die er in San Francisco kennengelernt hatte und 1995 in zweiter Ehe heiratete. Seit dieser Zeit arbeiteten die Eheleute gemeinsam an vielen Projekten rund um Science-Fiction und sind sehr bekannt im australischen Fandom.
Von 1970 bis 1975 arbeitete Dann als Redakteur für das Bulletin der Science Fiction and Fantasy Writers of America, von 1970 bis 1972 als Redaktionsassistent, danach bis 1975 war er Chefredakteur. Seit 1994 ist er beratender Redakteur für Tor Books.
Gegenwärtig lebt Jack Dann auf einer Farm in Victoria, verbringt aber auch regelmäßig Zeit in Los Angeles und New York.

## Werk

### Überblick
Dann ist vor allem bekannt als Herausgeber von Anthologien in den Genres Science Fiction, Fantasy und Horror.
Seine erste Anthologie Wandering Stars: An Anthology of Jewish Fantasy and Science Fiction (1974) enthält Geschichten von jüdischen Autoren und Geschichten, die sich mit dem Thema Judentum befassen und war in den 1970er Jahren sehr erfolgreich. 1981 folgte mit More Wandering Stars: Outstanding Stories of Jewish Fantasy and Science Fiction eine weitere Sammlung jüdischer Geschichten.
2000 gab er zusammen mit Grania Davidson Davis Everybody Has Somebody in Heaven: Essential Jewish Tales of the Spirit, eine Sammlung von Erzählungen Avram Davidsons. Trotz seiner jüdischen Wurzeln und einer Affinität zu den kulturellen Themen des Judentums beschreibt Dann sich selbst als Atheisten oder „bestenfalls“ einen Agnostiker.
1987 gab er gemeinsam mit seiner ersten Ehefrau, Jeanne Van Buren In the Field of Fire heraus, eine Sammlung von SF- und Fantasy-Geschichten, deren Thema die Verarbeitung des Vietnamkriegs war, und die 1988 für den World Fantasy und den Locus Award nominiert wurde.
Zusammen mit Ramsey Campbell und Dennis Etchison gab er die Horror-Anthologie Gathering the Bones heraus, die vom Library Journal in die Liste der Best Genre Fiction of 2003 und in die engere Wahl zum World Fantasy Award kam.
Als Herausgeber von Anthologien ist Dann aber vor allem bekannt durch eine zusammen mit Gardner Dozois herausgegebene Serie von Themen-Anthologien. Die meisten Titel der Serie erschienen bei Ace Books. Da die ersten Bände verschiedene Arten magischer Wesen wie Einhörner und Meerjungfrauen zum Thema hatten, ist die Serie auch als Magic Tales Series bekannt, aber auch als Exclamatory Series wegen der Ausrufezeichen (englisch exclamation point) im Titel, zum Beispiel Aliens!, Unicorns!, Magicats! etc.
Die Anthologien decken ein breites Themenspektrum von klassischer SF bis Fantasy ab. Sowohl die Bände als auch die einzelnen Storys haben jeweils ein Vorwort der Herausgeber.
Die ersten vier Romane von Dann waren Science-Fiction.
Erst mit Memory Cathedral 1995 wandte er sich Erzählungen alternativer Geschichte und Formen des magischen Realismus zu. Mehrere seiner Romane basieren auf Kurzgeschichten.
Neben den von ihm herausgegebenen Anthologien und seinen Romanen schrieb Dann über 100 Kurzgeschichten, Novellen und Erzählungen. Sie erschienen unter anderem im Omni, dem Playboy und vielen anderen Zeitschriften und Anthologien. Eine erste Sammlung erschien 1980 mit Timetipping, weitere Sammlungen folgten.
Danns Gedichte wurden in vielen verschiedenen Magazinen und Sammlungen abgedruckt. Er schrieb 1978 ein eigenes Lesebuch Christs and Other Poems. Ein Großteil ist in The Anthology of Speculative Poetry und Rod Serling Presents The Twilight Zone Magazine erschienen.
Seit seinen ersten Zusammenarbeiten mit George Zebrowski hat Jack Dann mit vielen anderen Autoren zusammengearbeitet, unter anderem mit Susan Caspar, Gardner Dozois, Jack C. Haldeman II, Michael Swanwick und seiner Frau, Janeen Webb. Dann und Webbs Kurzgeschichte Niagara Falling gewann den Aurealis und den Ditmar Award. Die meisten Zusammenarbeiten mit anderen Autoren waren Kurzgeschichten, von denen Dann mit The Fiction Factory 2005 eine Auswahl herausbrachte.
Seine Geschichten erinnern vom Stil her manchmal an Kafka oder Borges, können sehr komplex und anspruchsvoll und oft auch geheimnisvoll und nicht vorhersehbar sein. Dann verwendet gerne surreale, traumhafte oder halluzinatorische Elemente und spielt mit verschiedenen Realitätsebenen, verwischt den Unterschied zwischen subjektiver und objektiver Wahrnehmung und es entsteht das Gefühl, das nichts so ist, wie es scheint. Sprache und die Bilder haben eine poetische Qualität, dennoch ist seine Ausdrucksweise präzise und er kann sowohl dem Dunklen und Düsteren als auch dem Hellen und Heiteren zugleich Raum geben.
Jack Dann ist bekannt für akribische Vorbereitung und umfangreiche Recherche. Besonders in seinen alternativgeschichtlichen Romanen ist das deutlich spürbar. Im Fall von The Rebel: an Imagined Life of James Dean las er über 100 Bücher, um sich in den Zeitgeist und die Mentalität der 1950er Jahre einzufühlen. Wie ein Historiker geht er so weit wie möglich zurück zu den Quellen. Er ist der Auffassung, dass eine Schreibblockade nicht zwangsläufig eine negative Erfahrung ist und meint, es sei eine Aufforderung des Unterbewusstseins an den Autor, mehr Nachforschungen zu einem Thema zu betreiben und über Studien und die Verarbeitung von Erfahrenem den Materialvorrat des Unterbewusstseins wieder aufzufüllen und so später aus diesem neuen Material neue Ideen für kreatives Schreiben entstehen zu lassen.
In den 1960er Jahren beschäftigte Dann sich mit Method Acting, ursprünglich als Lernmethode für Schauspieler konzipiert. Er fand Parallelen zum Handwerk des Schreibens und nutzte die Methode für die Entwicklung seiner Romanfiguren. So verbrachte er ein Jahr bei den Sioux und nahm an deren traditionellen Riten und Zeremonien teil, um seinen Charakter John Stone aus dem Roman Bad medicine authentischer darstellen zu können.
Dann plädiert dafür, dass mehr etablierte Schriftsteller den jungen, aufstrebenden Künstlern in Form von Workshops Hilfestellung geben sollten, einen eigenen Schreibstil zu entwickeln. Viele heutige Science-Fiction-Autoren haben eine Form der Grundausbildung in solchen Workshops erhalten, so auch Jack Dann, der sagt, dass die Teilnahme an solchen Workshops auch ihn geformt hat. Seit er selbst zu den etablierten Autoren gehört, gibt er selbst regelmäßig Workshops und unterrichtet kreatives Schreiben.
Dann hat sich in vielen Genres betätigt und sagt, dass er deren Vielfalt und die sich so ergebenden literarischen Möglichkeiten schätzt. Er lässt sich daher nicht auf ein bestimmtes Genre festlegen und vermischt in vielen seiner Werke Elemente aus mehrerer Genres. Die Zuordnung seiner Werke zu einem bestimmten Genre sieht er in erster Linie im Dienst der Vermarktung und als Orientierungshilfe für die Leserschaft.
Charisma, Erinnerung, Mythos, Verwandlung und das Zeugnis des Holocaust sind Themen, die er für sich gefunden hat oder die bei ihm von anderen gefunden wurden. Er behandelt sie oft als Teil transzendenter Erfahrungen, spiritueller Reisen oder einschneidender Erlebnisse, durch welche die Psyche der Protagonisten dramatisch verändert wird. Viele Geschichten haben junge Menschen als Hauptfiguren, die sich im Laufe der Erzählung psychisch verändern durch Einflüsse, die von Aliens ausgehen, durch Erlebnis einer Offenbarung, durch Traumata oder anderes.
Dann zufolge haben mehrere Autoren sein Schreiben besonders beeinflusst, darunter Jorge Luis Borges, Gabriel García Márquez, J.D. Salinger und J.G. Ballard, vor allem aber Paris – Ein Fest fürs Leben, die Erinnerungen Hemingways an seine Zeit in Paris in den 1920ern hätten ihn stark beeindruckt. Das Buch las er während seiner schweren Krankheit 1965.

### Romane
Starhiker (1977) – Welten-Vagabund 1979
Dann beschreibt die Flucht eines jungen Mannes, der von einer zukünftigen Erde entkommen ist, die von außerirdischen Besatzern beherrscht wird. An Bord eines dieser Alien-Raumschiffe macht er eine Reihe außer- und überweltlicher Erfahrungen, bevor er schließlich zur Erde zurückkehrt.
Junction (1981) – Grenzland der Hölle 1985
Eine frühere, kürzere Version dieses Romans wurde 1974 für den Nebula und den Locus Award nominiert.
The Man Who Melted (1984) – Der schmelzende Mensch 1988
Robert Silverberg schrieb das Vorwort zu diesem Dann-Roman. Er ist im 21. Jahrhundert in einer postapokalyptischen Welt angesiedelt, in der die „Schreier“ der Menschheit den Tod bringen und das Land verwüsten. Raymond Mantle sucht verzweifelt nach seiner Frau, die er bei einem Angriff der „Schreier“ verlor, eine Begebenheit, an die er kaum eine greifbare Erinnerung hat. Er ist allerdings überzeugt davon, dass sie in irgendeiner Form überlebt hat und begibt sich auf die Suche nach ihr. Die geschilderte Zukunft zeigt ungewöhnliche Formen des Bewusstseins, die Einführung einer neuen telepathischen Realität, verkörpert durch den „Großen Schrei“, und die Veränderung der menschlichen Moral hin zu sehr fragwürdigen Handlungsweisen bis hin zu Spielen mit menschlichen Organen.
Bemerkenswert ist unter anderem die Vision des World Wide Web in einer Form, die der heutigen sehr nahekommt. Zur Zeit der Veröffentlichung existierte das ARPANET zwar bereits, war aber nur für sehr eingeschränkte Kreise benutzbar.
Der Roman wurde 1985 für den Nebula und den Locus Award nominiert. Auszüge und Kurzfassungen sind unter verschiedensten Titeln erschienen, wovon der erfolgreichste, Amnesia, ebenfalls für einen Nebula nominiert war.
High Steel (1993) mit Jack C. Haldeman II
Im 22. Jahrhundert bestimmen gigantische Firmenkomplexe das Leben. Der Roman erzählt das Schicksal von John Stranger, einem Indianer, der gezwungen wird, sein Reservat zu verlassen, um im Auftrag von „Trans-United“ an einer Orbitalstation zu arbeiten. Er wird wegen seiner schamanischen Fähigkeiten angeworben, die dabei helfen sollen, eine außerirdische Botschaft zu entschlüsseln. Es entsteht ein Wettkampf mehrerer rivalisierender Unternehmen, da in der Botschaft die Bauanleitung für einen überlichtschnellen Antrieb vermutet wird.
Der Roman ist eine erweiterte Neufassung der Kurzgeschichte Echoes of Thunder von 1991. 2003 arbeitete Dann an einer Fortsetzung von High Steel unter dem Titel Ghost Dance. Barbara Delaplace, die Witwe des 2002 verstorbenen Jack C. Haldeman II. sollte als Co-Autorin mitwirken.
The Memory Cathedral (1995)
In seinem alternativ-historischen Roman zeichnet Dann eine Version der Renaissance, in der Leonardo da Vinci einige seiner Erfindungen, die tatsächlich nur als Zeichnungen existieren, auch wirklich konstruiert, so zum Beispiel sein Fluggerät. Im Roman verwendet da Vinci seine Geräte auch in einem Krieg im Mittleren Osten. Jack Dann legt seine Erzählung in einen Zeitabschnitt von da Vincis Leben, der sehr spärlich belegt ist. Der Roman beleuchtet das Leben und den Charakter des Erfinders und Malers innerhalb dieser Periode sehr detailliert. Es erscheinen auch andere historische Gestalten aus dem Florenz jener Zeit, darunter Machiavelli und Botticelli.
Der Titel bezieht sich auf eine Form der Mnemotechnik, den sogenannten Gedächtnispalast, ein imaginiertes Gebäude, mit dessen Hilfe Erinnerungen räumlich-visuell strukturiert werden und so besser verfügbar gemacht werden.
Der Roman wurde in zehn Sprachen übersetzt, gewann den australischen Aurealis Award 1997 und erreichte Platz eins der Bestsellerliste The Age. Die Kurzgeschichte Da Vinci Rising, basierend auf The Memory Cathedral, wurde mit dem Nebula Award ausgezeichnet.
The Silent (1998)
Jack Danns zweiter historischer Roman ist eine Ich-Erzählung aus der Sicht des Jugendlichen Edmund „Mundy“ McDowell zur Zeit des amerikanischen Sezessionskriegs 1862. Nachdem sein Heim niedergerissen und seine Mutter von plündernden Unionssoldaten vergewaltigt und ermordet wurde, reist er ziellos durch Virginia. Die schrecklichen Erfahrungen ließen ihn stumm werden, daher auch der Titel des Buchs. Dann nutzt die Reise seines Protagonisten, um die Schrecken der Schlachtfelder des Bürgerkriegs auszumalen, die sich in Wahnvorstellungen, Halluzinationen und gespenstischen Visionen symbolisch ausdrücken.
Bad Medicine (2000)
Protagonisten des Romans (Alternativtitel: Counting Coup) sind zwei Männern in ihren 60ern, der Hauswart Charlie Sarris und der indianische Medizinmann John Stone. Beide beklagen ihre verlorene Jugend, beide sind heftige Trinker und erkennen sich so als Seelenverwandte. Als Charlie entdeckt, dass seine junge Tochter schwanger und mit den Pflichten der kommenden Elternschaft überfordert ist, schließt er sich John zu einem Trip nach Florida an. John beabsichtigt seinen schamanischen Gegenspieler Whiteshirt zu treffen. Auf der Reise legen beide ein zügelloses, kriminelles und selbstzerstörerisches Verhalten an den Tag. Wie sich herausstellt, hat Whiteshirt John mit einem Fluch belegt, der auch auf Charlie Auswirkungen hat und nun die schlechtesten Seiten ihres Charakters zu Tage treten lässt.
Das Buch erschien erst Jahre nach der Fertigstellung, weil der ursprüngliche Verlag Bluejay Books insolvent wurde. Eine gekürzte Version erschien 1984 in Isaac Asimov's Science Fiction Magazine 8 und kam in die engere Wahl für den Locus Award, den Nebula und den World Fantasy Award 1985.
The Rebel: An Imagined Life of James Dean (2004)
Ähnlich wie in The Memory Cathedral geht es auch in The Rebel um alternative Vergangenheit, in welcher der Schauspieler James Dean nicht an den Folgen eines Autounfalls stirbt, sondern ein erfolgreicher Schauspieler, Regisseur und später dann Gouverneur von Kalifornien wird. Dean begegnet einer Menge berühmter Zeitgenossen, unter anderem Marilyn Monroe, den Kennedys und Elvis Presley.
The Economy of Light (2008)
Hauptperson dieses Horror-Romans ist ein ehemaliger Nazijäger, dessen Geschwister von Josef Mengele umgebracht worden sind. Dies treibt ihn zu einer anstrengenden Suche nach einem Wunderheiler im Amazonasgebiet, der Gerüchten zufolge in der Lage sein soll, ihn von den Auswirkungen einer geistigen Krankheit zu heilen, die er sich am Grab Mengeles zugezogen hat. Das Vorwort schrieb Michael Swanwick.
2008 ist dieses Buch in der Kategorie bester Horror-Roman für den Aurealis Award nominiert worden.

## Auszeichnungen
- 1990 Locus Award für Kaddish als beste Kurzgeschichte
- 1996 Asimov’s Science Fiction Magazine Readers’ Award für Da Vinci Rising als beste Erzählung
- 1997 Nebula Award für Da Vinci Rising als beste Erzählung
- 1996 Aurealis Award für The Memory Cathedral als bester Fantasy-Roman[17]
- 1997 Aurealis Award für Niagara Falling mit Janeen Webb als beste SF-Kurzgeschichte[17]
- 1997 Ditmar Award für Niagara Falling als beste australische Kurzgeschichte
- 1999 Ditmar Award für Dreaming-Down Under mit Janeen Webb als beste australische Anthologie
- 1999 World Fantasy Award für Dreaming Down-Under mit Janeen Webb als beste Anthologie
- 2002 Ditmar Award für The Diamond Pit als beste Kurzgeschichte
- 2004 Peter McNamara Conveners’ Award
- 2009 Ditmar Award für Dreaming Again als beste Anthologie
- 2009 Peter McNamara Conveners’ Award
- 2010 Locus Award für The Dragon Book als beste Anthologie
- 2012 Aurealis Award für Ghosts by Gaslight als beste Anthologie
- 2012 Shirley Jackson Award für Ghosts by Gaslight als beste Anthologie
- 2017 Ditmar Award für Dreaming in the Dark als beste Anthologie
- 2017 World Fantasy Award für Dreaming in the Dark als beste Anthologie

## Bibliografie
Die Serien sind nach dem Erscheinungsjahr des ersten Teils geordnet.

### Serien
Junction (Kurzgeschichten)
- Junction (in: Fantastic, November 1973)
- The Islands of Time (in: Fantastic, September 1977)
- Junction (1981, Roman)
  - Deutsch: Grenzland der Hölle. Übersetzt von Rainer Schmidt. Moewig Science Fiction #3689, 1985, ISBN 3-8118-3689-7.

Starhiker (Kurzgeschichten)
- The Dream Lions (in: Amazing Science Fiction, September 1976)
- Starhiker (in: Amazing Science Fiction, June 1976)
- Starhiker (1977, Roman)
  - Deutsch: Weltenvagabund. Übersetzt von Bernd W. Holzrichter. Droemer Knaur (Knaur Science Fiction & Fantasy #5713), 1979, ISBN 3-426-05713-1.

John Strange (Kurzgeschichten)
- High Steel (in: The Magazine of Fantasy & Science Fiction, February 1982; mit Jack C. Haldeman II)
  - Deutsch: Hochstahl. Übersetzt von Michael Windgassen. In: Ronald M. Hahn (Hrsg.): Dinosaurier auf dem Broadway. Heyne SF&F #4027, 1983, ISBN 3-453-30967-7.
- Sentry (in: The Magazine of Fantasy & Science Fiction, February 1988; mit Jack C. Haldeman II)
- High Steel (1993, Roman; mit Jack C. Haldeman II)

The Rebel (Kurzgeschichten)
- Ting-a-Ling (2001, in: Al Sarrantonio (Hrsg.): Redshift: Extreme Visions of Speculative Fiction)
- Rings Around the Moon (2003, in: Deborah Layne und Jay Lake (Hrsg.): Polyphony: Volume 3)
- Bugs (in: Postscripts, Summer 2004)
- Good Deeds (2004, in: Pamela Sargent (Hrsg.): Conqueror Fantastic)
- The Rebel: An Imagined Life of James Dean (2004, Roman)
- Dharma Bums (in: Postscripts, Summer 2005)
- Dreaming with the Angels (in: Postscripts, Spring 2005)
- King of the Mountain (in: Postscripts, Winter 2006)
- The Method (in: Postscripts, Summer 2006)
- The Nerve Garden (2007, in: Jack Dann: Promised Land: Stories of Another America)
- Promised Land: Stories of Another America (2007, Sammlung)
- Promised Land (2007, in: Jack Dann: Promised Land: Stories of Another America)

### Romane
- The Man Who Melted (1984)
  - Deutsch: Der schmelzende Mensch. Übersetzt von Hilde Linnert. Heyne SF&F #4547, München 1988, ISBN 3-453-03136-9.
- The Memory Cathedral: A Secret History of Leonardo da Vinci (1995)
  - Deutsch: Die Kathedrale der Erinnerung. Jack Dann. Übersetzt von Rainer Schmidt. Lübbe, Bergisch Gladbach 1996, ISBN 3-7857-0850-5. Auch als: Die Kathedrale der Erinnerung : Das geheime Leben des Leonardo da Vinci. Übersetzt von Rainer Schmidt. Bastei-Lübbe Taschenbuch #92002, Bergisch Gladbach 1998, ISBN 3-404-92002-3.
- Bad Medicine (1996; auch: Counting Coup, 2001)
- The Silent (1998)
  - Deutsch: Der Tag, an dem ich unsichtbar wurde. Übersetzt von Rainer Schmidt. Lübbe, Bergisch Gladbach 1999, ISBN 3-7857-0981-1.
- The Economy of Light (2008)
- Shadows in the Stone: A Book of Transformations (2019)

### Sammlungen
- Timetipping (1980)
  - Deutsch: Das Zeit-Tippen. Übersetzt von Johannes Piron. Moewig Science Fiction #3665, 1985, ISBN 3-8118-3665-X.
- Jubilee (2001)
- Visitations (2003)
- The Fiction Factory (2005)
- Da Vinci Rising / The Diamond Pit (2010, Sammelausgabe)
- The Economy of Light / Jubilee (2011, Sammelausgabe)
- Dream of Venus and Other Science Fiction Stories / Decimated: Ten Science Fiction Stories (2012, Sammelausgabe; mit Pamela Sargent und George Zebrowski)
- Aurealis Duo: Terrorism (2013, Sammelausgabe)
- Concentration (2016)
- Shadows on the Wall: Weird Tales of Science Fiction, Fantasy, and the Supernatural (2018; mit Steven Paulsen)

### Kurzgeschichten
Wird bei Übersetzungen von Kurzgeschichten als Quelle nur Titel und Jahr angegeben, so findet sich die vollständige Angabe bei der entsprechenden Sammelausgabe.
1970:
- Traps (in: Worlds of If, March 1970; mit George Zebrowski)
- Dark, Dark, the Dead Star (in: If, July-August 1970; mit George Zebrowski)

1971:
- Listen, Love (1971, in: Michael Moorcock (Hrsg.): New Worlds Quarterly 2; mit George Zebrowski)
  - Deutsch: Die andere Welt. Übersetzt von Folkert Mohrhof. In: Folkert Mohrhof und Jürgen Heckert (Hrsg.): Alpha 12. Privatdruck, 1973. Auch als: Horch, mein Schätzchen ruft. Übersetzt von Tony Westermayr. In: Isaac Asimov, Martin H. Greenberg und Joseph D. Olander (Hrsg.): Feuerwerk der SF. Goldmann (Edition '84: Die positiven Utopien #8), 1984, ISBN 3-442-08408-3.
- Cartoon (in: Fantastic, December 1971)
- Windows (1971)
  - Deutsch: Fenster. Übersetzt von Johannes Piron. In: Das Zeit-Tippen. 1985.

1972:
- Whirl Cage (1972, in: Damon Knight (Hrsg.): Orbit 10)
  - Deutsch: Karussell. Übersetzt von Birgit Reß-Bohusch. In: Wolfgang Jeschke (Hrsg.): Science Fiction Story Reader 7. Heyne SF&F #3523, 1977, ISBN 3-453-30389-X.
- I’m with You in Rockland (1972, in: Thomas N. Scortia (Hrsg.): Strange Bedfellows)
  - Deutsch: Versuch doch mal, an einen Baum zu fahren. Übersetzt von Horst Pukallus. In: Wolfgang Jeschke (Hrsg.): Spinnenmusik. Heyne SF&F #3646, 1979, ISBN 3-453-30559-0. Auch als: Ich bin mit dir im Rockland. Übersetzt von Johannes Piron. In: Das Zeit-Tippen. 1985.
- The Drum Lollipop (1972, in: Damon Knight (Hrsg.): Orbit 11)
  - Deutsch: Der Trommellutscher. Übersetzt von Johannes Piron. In: Das Zeit-Tippen. 1985.

1973:
- There Are No Banisters (1973, in: Michael Moorcock (Hrsg.): New Worlds Quarterly 5; auch: Fragmentary Blue, 1975)
  - Deutsch: Ohne Netz und doppelten Boden. In: Hans Joachim Alpers (Hrsg.): Kopernikus 3. Moewig Science Fiction #3523, 1981, ISBN 3-8118-3523-8.
- The Marks of Painted Teeth (1973, in: Roger Elwood (Hrsg.): Demon Kind)
  - Deutsch: Die Spuren bemalter Zähne. Übersetzt von Johannes Piron. In: Das Zeit-Tippen. 1985.
- Rags (in: Fantastic, April 1973)
  - Deutsch: Rags. Übersetzt von Uwe Anton. In: Renate Stroik (Hrsg.): Comet 7705. Tandem Comet #197705, 1977.
- Tulpa (1973, in: Michael Moorcock und Charles Platt (Hrsg.): New Worlds 6)
- Od (1973, in: Roger Elwood (Hrsg.): Omega; mit George Zebrowski)

1974:
- The Flower That Missed the Morning (1974, in: Roger Elwood (Hrsg.): The Killer Plants and Other Stories, mit George Zebrowski)
- The Good Old Days (1974, in: Roger Elwood (Hrsg.): Journey to Another Star and Other Stories)
- Thirty-Three and One-Third (1974, in: Roger Elwood (Hrsg.): Long Night of Waiting by Andre Norton and Other Stories; mit George Zebrowski)
  - Deutsch: 33 1/3. Übersetzt von Michael Kubiak. In: Wolfgang Jeschke (Hrsg.): An der Grenze. Heyne SF&F #4610, 1989, ISBN 3-453-03475-9.

1975:
- The Dybbuk Dolls (1975, in: Robert Silverberg (Hrsg.): New Dimensions Science Fiction Number 5)
  - Deutsch: Die Dibbuk-Puppen. Übersetzt von Johannes Piron. In: Das Zeit-Tippen. 1985.
- Timetipping (1975, in: Robert Silverberg und Roger Elwood (Hrsg.): Epoch)
  - Deutsch: Das Zeit-Tippen. Übersetzt von Johannes Piron. In: Das Zeit-Tippen. 1985.
- Faces Forward (1975, in: Roger Elwood (Hrsg.): Dystopian Visions; mit George Zebrowski)
- Fragmentary Blue (1975)

1976:
- Limits (in: Fantastic, May 1976; mit Jack C. Haldeman II)
- Yellowhead (1976, in: Thomas M. Disch und Charles Naylor (Hrsg.): New Constellations: An Anthology of Tomorrow’s Mythologies; mit George Zebrowski)

1977:
- Among the Mountains (1977, in: Poul Anderson und Roger Elwood (Hrsg.): A World Named Cleopatra)
- Visitors (in: Fantastic, December 1977)

1978:
- A Quiet Revolution for Death (1978, in: Robert Silverberg (Hrsg.): New Dimensions: Science Fiction: Number 5)
  - Deutsch: Eine stille Revolution für den Tod. Übersetzt von Johannes Piron. In: Das Zeit-Tippen. 1985.

1979:
- Days of Stone (in: Fantastic, January 1979)
  - Deutsch: Tage aus Stein. Übersetzt von Bernd Müller. In: Horst Pukallus (Hrsg.): Quasar 3. Bastei Lübbe Science Fiction Special #24038, 1983, ISBN 3-404-24038-3. Auch als: Steinerne Tage. Übersetzt von Johannes Piron. In: Das Zeit-Tippen. 1985.
- Camps (in: The Magazine of Fantasy & Science Fiction, May 1979)
  - Deutsch: Lager. Übersetzt von Werner Vetter. In: Manfred Kluge (Hrsg.): Insekten im Bernstein. Heyne SF&F #3767, 1980, ISBN 3-453-30668-6.
- Night Visions (1979, in: Charles L. Grant (Hrsg.): Shadows 2)
  - Deutsch: Nächtliche Visionen. Übersetzt von Johannes Piron. In: Das Zeit-Tippen. 1985.

1980:
- Amnesia (1980)
  - Deutsch: Amnesie. Übersetzt von Johannes Piron. In: Das Zeit-Tippen. 1985.
- Going Under (1980)
  - Deutsch: Untergang. Übersetzt von Edda Petri. In: Terry Carr (Hrsg.): Die schönsten Science Fiction Stories des Jahres: Band 2. Heyne SF&F #4047, 1984, ISBN 3-453-30990-1. Auch als: Der Untergang. Übersetzt von Johannes Piron. In: Das Zeit-Tippen. 1985.

1981:
- A Change in the Weather (in: Playboy, June 1981; mit Gardner Dozois)
  - Deutsch: Ein Witterungsumschwung. Übersetzt von Rita Seuß. In: Jack Dann und Gardner Dozois: Das große Dinosaurier-Lesebuch. Goldmann, 1992, ISBN 3-442-08233-1.
- Parables of Art (1981, in: Robert Silverberg und Marta Randall (Hrsg.): New Dimensions 12; mit Barry N. Malzberg)
- Fairy Tale (1981, in: John Silbersack und Victoria Schochet (Hrsg.): The Berkley Showcase: Vol. 3)
  - Deutsch: Schabernack vom Elfenpack. Übersetzt von Lore Straßl. In: Josh Pachter (Hrsg.): Top Fantasy: Zweiter Teil. Heyne SF&F #4518, 1988, ISBN 3-453-02775-2.
- Touring (1981; mit Michael Swanwick und Gardner Dozois)
  - Deutsch: Auf Tour. Übersetzt von Kalla Wefel. In: Hans Joachim Alpers und Werner Fuchs (Hrsg.): 13 phantastische Rock-Stories. Fantasy Productions #507, 1988, ISBN 3-89064-507-0.

1982:
- Playing the Game (in: Rod Serling’s The Twilight Zone Magazine, February 1982; mit Gardner Dozois)
  - Deutsch: Kinderspiel. In: Donald A. Wollheim und Arthur W. Saha (Hrsg.): World’s Best SF 2. Bastei Lübbe Science Fiction Special #24044, 1983, ISBN 3-404-24044-8.
- Screamers (1982, in: Oui)

1983:
- Blind Shemmy (in: Omni, April 1983)
  - Deutsch: Tête-à-tête. Übersetzt von Hendrik P. Linckens. In: Hans Joachim Alpers (Hrsg.): Kopernikus 14. Moewig Science Fiction #3694, 1986, ISBN 3-8118-3694-3.
- A Cold Day in the Mesozoic (1983, in: Charles L. Grant (Hrsg.): Fears)
- Down Among the Dead Men (in: The Magazine of Fantasy & Science Fiction, June 1983; mit Gardner Dozois)
  - Deutsch: Unter Toten. Übersetzt von Michael Windgassen. In: Ronald M. Hahn (Hrsg.): Nacht in den Ruinen. Heyne SF&F #4099, 1984, ISBN 3-453-31059-4.
- Reunion (1983, in: Charles L. Grant (Hrsg.): Shadows 6)
- Time Bride (in: Isaac Asimov’s Science Fiction Magazine, December 1983; mit Gardner Dozois)
  - Deutsch: Die Zeitbraut. Übersetzt von Barbara Heidkamp. In: Wolfgang Jeschke (Hrsg.): Die Zeitbraut. Heyne SF&F #4990, 1993, ISBN 3-453-06210-8.
- Slow Dancing with Jesus (1983; mit Gardner Dozois)
  - Deutsch: Langsamer Tanz mit Jesus. Übersetzt von Kalla Wefel. In: Hans Joachim Alpers und Werner Fuchs (Hrsg.): 13 phantastische Rock-Stories. Fantasy Productions #507, 1988, ISBN 3-89064-507-0.

1984:
- Afternoon at Schrafft’s (in: Amazing Science Fiction, March 1984; mit Gardner Dozois und Michael Swanwick)
  - Deutsch: Ein Nachmittag im Schrafft’s. Übersetzt von Marita Böhm. In: Jack Dann und Gardner Dozois: Das große Katzen-Lesebuch der Fantasy. Goldmann, 1993, ISBN 3-442-42244-2.
- Bad Medicine (in: Isaac Asimov’s Science Fiction Magazine, October 1984)
  - Deutsch: Schlechte Medizin. Übersetzt von Jürgen Langowski. In: Friedel Wahren (Hrsg.): Isaac Asimovs Science Fiction Magazin 25. Folge. Heyne SF&F #4222, 1985, ISBN 3-453-31201-5.
- The Black Horn (in: The Magazine of Fantasy & Science Fiction, November 1984)
- Golden Apples of the Sun (1984; mit Gardner Dozois und Michael Swanwick)
  - Deutsch: Goldene Äpfel der Sonne. Übersetzt von Erik Simon. In: Erik Simon und Friedel Wahren (Hrsg.): Schöne Bescherungen. Heyne (Allgemeine Reihe #13284), 2000, ISBN 3-453-18272-3.

1985:
- The Gods of Mars (in: Omni, March 1985; mit Gardner Dozois und Michael Swanwick)
  - Deutsch: Die Götter des Mars. Übersetzt von Michael Kubiak. In: Donald A. Wollheim und Arthur W. Saha (Hrsg.): World’s Best SF 5. Bastei Lübbe Science Fiction Bestseller #22092, 1986, ISBN 3-404-22092-7. Auch als: Die Götter vom Mars. In: Alien Contact 8. Avalon, 1986.
- The Clowns (in: Playboy, August 1985; mit Gardner Dozois und Susan Casper)
- Between the Windows of the Sea (1985, in: Charles L. Grant (Hrsg.): Shadows 8)

1986:
- Tattoos (in: Omni, November 1986)

1987:
- Bringing It Home (in: Rod Serling’s The Twilight Zone Magazine, February 1987; mit Barry N. Malzberg)
- The Apotheosis of Isaac Rosen (in: Omni, June 1987; mit Jeanne Van Buren Dann)

1988:
- Blues and the Abstract Truth (in: The Magazine of Fantasy & Science Fiction, January 1988; mit Barry N. Malzberg)
  - Deutsch: Melancholie oder die abstrakte Wahrheit. Übersetzt von Ronald M. Hahn. In: Ronald M. Hahn (Hrsg.): Rückkehr von der Regenbogenbrücke. Heyne SF&F #4574, 1989, ISBN 3-453-03163-6. Auch als: Melancholie und die abstrakte Wahrheit. Übersetzt von Ronald M. Hahn. In: Ronald M. Hahn (Hrsg.): Rückkehr von der Regenbogenbrücke. Heyne SF&F #4574, 1989, ISBN 3-453-03163-6.
- Tea (in: Isaac Asimov’s Science Fiction Magazine, April 1988)
- Getting Up (1988, in: Tim Sullivan (Hrsg.): Tropical Chills; mit Barry N. Malzberg)
  - Deutsch: Das letzte Kapitel im Buch der Ehre. Übersetzt von Marcel Bieger. In: Tim Sullivan (Hrsg.): Heiße Angst. Droemer Knaur (Knaur-Taschenbücher #1836), 1990, ISBN 3-426-01836-5.

1989:
- Kaddish (in: Isaac Asimov’s Science Fiction Magazine, April 1989)

1990:
- The Incompleat Ripper (in: Starshore, Summer 1990, mit Gregory Frost)

1991:
- Echoes of Thunder (1991, in: Harlan Ellison, Jack C. Haldeman II und Jack Dann: Run for the Stars / Echoes of Thunder; mit Jack C. Haldeman II)
- Voices (in: Omni, August 1991)

1992:
- Life in the Air (in: Amazing Stories, April 1992; mit Barry N. Malzberg)
- Jumping the Road (in: Isaac Asimov’s Science Fiction Magazine, October 1992)
- The Extra (1992)

1993:
- The Glass Casket (1993, in: Terri Windling und Ellen Datlow (Hrsg.): Snow White, Blood Red)
- Thunder-Being (2 Teile in: Amazing Stories, April 1993  ff.; mit Jack C. Haldeman II)
- Vapors (in: Amazing Stories, June 1993)
- Art Appreciation (in: Omni, September 1993; mit Barry N. Malzberg)
- The Path of Remembrance (in: Amazing Stories, November 1993)

1994:
- Discounts (1994, in: Mike Resnick, Loren D. Estleman und Martin H. Greenberg (Hrsg.): Deals with the Devil)
- Afternoon Ghost (1994, in: Carol Serling (Hrsg.): Return to the Twilight Zone; mit George Zebrowski)
- Counting Coup (1994, in: Piers Anthony und Richard Gilliam (Hrsg.): Tales from the Great Turtle)

1995:
- Da Vinci Rising (in: Asimov’s Science Fiction, May 1995)
- Jubilee (in: Omni Online, July 1995)

1996:
- Blind Eye (in: Eidolon: The Journal of Australian Science Fiction and Fantasy, Summer 1996)
- Ships (1996, in: Ellen Datlow (Hrsg.): Lethal Kisses; mit Michael Swanwick)

1997:
- Niagara Falling (1997, in: Orson Scott Card und Keith Ferrell (Hrsg.): Black Mist and Other Japanese Futures; mit Janeen Webb)
- A Gift of Eagles (1997)

1998:
- The Talking Sword (1998, in: Paul Collins (Hrsg.): Fantastic Worlds)
- Spirit Dog (1998, in: Edward E. Kramer und James O’Barr (Hrsg.): Shattered Lives and Broken Dreams)

2000:
- Marilyn (2000, in: Eidolon: The Journal of Australian Science Fiction and Fantasy, Summer 1996)
- The Fire-eater’s Tale (2000, in: Edward E. Kramer (Hrsg.): Strange Attraction; mit Janeen Webb)

2001:
- The Diamond Pit (2001, in: Jack Dann: Jubilee)

2003:
- The Hanging (2003, in: Deborah Layne und Jay Lake (Hrsg.): Polyphony 2)
- Eden (2003, in: Cat Sparks (Hrsg.): Agog! Terrific Tales)
- Summer (2003, in: Mike Resnick (Hrsg.): Men Writing Science Fiction as Women)

2005:
- The Starry Night (in: Sci Fiction, June 22, 2005; mit Barry N. Malzberg)

2006:
- River (2006, in: Russell Davis und Martin H. Greenberg (Hrsg.): Millennium 3001; mit Keith Ferrell)
- Faulkner’s Seesaw (2006, in: Deborah Layne und Jay Lake (Hrsg.): Polyphony 6; mit Barry N. Malzberg)

2007:
- Café Culture (in: Asimov’s Science Fiction, January 2007)
- The Transformation of Targ (2007, in: Jonathan Strahan (Hrsg.): Eclipse One; mit Paul Brandon)
- The Art of Memory (in: Jim Baen’s Universe, December 2007; mit Barry N. Malzberg)
- Promised Land (2007)

2008:
- The Economy of Light (2008)
- Under the Shadow of Jonah (in: Postscripts, Summer 2008)

2010:
- Telescope (2010, in: Gillian Polack (Hrsg.): Baggage)

2011:
- Mohammed’s Angel (2011, in: StarShipSofa, No 190)

2012:
- The Standard Crisis Scenario (2012, in: Pamela Sargent, Jack Dann und George Zebrowski: Dream of Venus and Other Science Fiction Stories / Decimated: Ten Science Fiction Stories; mit George Zebrowski)

2013:
- Waiting for Medusa (2013, in: Review of Australian Fiction, Volume 5 : Issue 6)
- The Rapture (2013, in: Peter Crowther und Nick Gevers (Hrsg.): Memoryville Blues (Postscripts #30/31); mit Barry N. Malzberg)
- The Island of Time (2013, in: J. E. Mooney und Bill Fawcett (Hrsg.): Shadows of the New Sun: Stories in Honor of Gene Wolfe)

2016:
- Trainspotting in Winesburg (2016, in: Jack Dann: Concentration)

2018:
- Harold the Hero and the Talking Sword (2018, in: Jack Dann und Steven Paulsen: Shadows on the Wall: Weird Tales of Science Fiction, Fantasy, and the Supernatural; mit Steven Paulsen)

2019:
- Mr. Death Goes to the Beach (in: Asimov’s Science Fiction, March-April 2019)
- The Carbon Dreamer (2019, in: Richard Chizmar (Hrsg.): Shivers VIII)
  - Deutsch: Der Kristall-Träumer. Übersetzt von Iris Bachmeier. In: Richard Chizmar (Hrsg.): Shivers VIII: Neue Horrorgeschichten. Buchheim Cemetery Dance Germany #2, 2019.
- The Last Maskil (2019, in: Allan Dyen-Shapiro und D. Avraham (Hrsg.): Holy C.O.W.! SF Stories from the Center Of the World)

nicht erschienen:
- The Carbon Dream (in: Harlan Ellison (Hrsg.): The Last Dangerous Visions)

### Anthologien
Wandering Stars
- Wandering Stars: An Anthology of Jewish Fantasy and Science Fiction (1974)
- More Wandering Stars (1981)

The Exclamatory Series (mit Gardner Dozois)
- Aliens! (1980)
- Unicorns! (1982)
  - Deutsch: Einhörner. Moewig (Playboy Science Fiction #6744), 1985, ISBN 3-8118-6744-X. Auch als: Die schönsten Einhorn-Geschichten. Moewig Science Fiction #3753, 1987, ISBN 3-8118-3753-2.
- Magicats! (1984)
- Bestiary! (1985)
- Clones! (1986)
- Mermaids! (1986)
- Sorcerers! (1986)
- Demons! (1987)
- Dogtales! (1988)
- Seaserpents! (1989)
- Dinosaurs! (1990)
- Little People! (1991)
- Magicats II (1991)
- Unicorns II (1992)
- Dragons! (1993)
- Invaders! (1993)
- Horses! (1994)
- Angels! (1995)
- Dinosaurs II (1995)
- Timegates (1997)
- Immortals (1998)
- Nanotech (1998)

Dreaming Down-Under
- 1 Dreaming Down-Under (1998; mit Janeen Webb)
- 2 Dreaming Again (2008)

Nebula Awards
- 32 Nebula Awards 32 (1998)
- 39 Nebula Awards Showcase 2005 (2005)

einzelne Anthologien
- Future Power (1976; mit Gardner Dozois)
- Faster Than Light (1976; mit George Zebrowski)
  - Deutsch: Zwölfmal schneller als das Licht. Bastei Lübbe Science Fiction Special #24101, 1987, ISBN 3-404-24101-0.
- Immortal: Short Novels of the Transhuman Future (1978)
- Three in Space (1981; mit Pamela Sargent und George Zebrowski)
- In the Field of Fire (1987; mit Jeanne Van Buren Dann)
- Geometry (1989; mit Gardner Dozois)
- Run for the Stars / Echoes of Thunder (1991; mit Harlan Ellison und Jack C. Haldeman II)
- Hackers (1996; mit Gardner Dozois)
- Space Soldiers (1996; mit Gardner Dozois)
- Three in Time (1997; mit Pamela Sargent und George Zebrowski)
- Future War (1999; mit Gardner Dozois)
- Armageddons (1999; mit Gardner Dozois)
- Aliens Among Us (2000; mit Gardner Dozois)
- Genometry (2001; mit Gardner Dozois)
- Future Sports (2002; mit Gardner Dozois)
- Beyond Flesh (2002; mit Gardner Dozois)
- Gathering the Bones: Thirty-Four Original Stories from the World’s Masters of Horror (2003; mit Ramsey Campbell und Dennis Etchison)
- Future Crimes (2003; mit Gardner Dozois)
- A.I.s (2004; mit Gardner Dozois)
- Robots (2005; mit Gardner Dozois)
- Beyond Singularity (2005; mit Gardner Dozois)
- The Fiction Factory (2005)
- Escape from Earth: New Adventures in Space (2006; mit Gardner Dozois)
- Futures Past (2006; mit Gardner Dozois)
- Dangerous Games (2007; mit Gardner Dozois)
- Wizards: Magical Tales from the Masters of Modern Fantasy (2007; auch: Dark Alchemy: Magical Tales from Masters of Modern Fantasy; mit Gardner Dozois)
- Dark Alchemy: Magical Tales from Masters of Modern Fantasy (2007; mit Gardner Dozois)
- The Dragon Book (2009; mit Gardner Dozois)
- Legends of Australian Fantasy (2010; mit Jonathan Strahan)
- Ghosts by Gaslight: Stories of Steampunk and Supernatural Suspense (2011; mit Nick Gevers)
- Magicats I (2014; mit Gardner Dozois)
- Unicorns I (2014; mit Gardner Dozois)
- Dreaming in the Dark (2016)

### Sonstiges
- Insinuations: An Autobiography (2010)
- Reading the Entrails : An Interview With Lucius Shepard (2015)